# Parco di Cascina Merlata
Il Parco di Cascina Merlata è una realtà di verde urbano a nord ovest di Milano. L'area compresa tra l’anello stradale costituito dalle vie Pasolini, Jona e Gallarate, interamente nel perimetro del municipio 8, conta quasi 30 ettari di superficie.
Attraversato da un corso d'acqua, il parco è dotato di 3.500 alberi piantumati ex novo, 7.500 piante acquatiche lungo il corso d'acqua, circa dieci chilometri di piste ciclopedonali, 5 aree gioco bimbi e 3 aree cani divise per taglie.